# Phil Taylor
Phil Taylor (født 21. september 1954, død 11. november 2015), også kendt som "Philthy Animal" Taylor, var trommeslageren for det britiske heavy metal-band Motörhead fra 1975 til 1984 og 1987 – 1992. Sammen med Lemmy og Fast Eddie Clarke betragtes det af fans som den klassiske medlemsopstilling i Motörhead.

## Diskografi
- Motörhead (1977)
- Overkill (1979)
- Bomber (1979)
- Ace of Spades (1980)
- No Sleep 'til Hammersmith (1981)
- Iron Fist (1982)
- Another Perfect Day (1983)
- Rock 'n' Roll (1987)
- 1916 (1991)
- March ör Die (1992)